# Uraz ciśnieniowy
Uraz ciśnieniowy – uszkodzenie tkanek ciała spowodowane najczęściej nagłą zmianą ciśnienia panującego w jego otoczeniu lub też jego bezpośrednim działaniem na tkanki. Występuje najczęściej u osób narażonych na nie (np. płetwonurków), ale może do niej doprowadzić także nagła dekompresja otoczenia, działanie fali uderzeniowej lub wentylacja mechaniczna.
Ze względu na miejsce urazu wyróżnia się:
- uraz ciśnieniowy ucha środkowego (ciśnieniowe zapalenie ucha środkowego) – najczęstsza postać[6],
- uraz ciśnieniowy zatok przynosowych (ciśnieniowe zapalenie zatok przynosowych) – druga pod względem częstości występowania postać[7],
- uraz ciśnieniowy płuc (u nurków może wystąpić wraz z hipoksją lub hiperkapnią[8])
- uraz ciśnieniowy zębów i ciśnieniowy ból zębów (barodontalgia)
- ból głowy indukowany ciśnieniem.